# Бьюкенен (Мичиган)
Бьюкенен (англ. Buchanan) — город в округе Берриен в американском штате Мичиган. Население по переписи 2010 года составило 4456 человек. Город расположен в юго-восточной части поселения Buchanan Township в 5 милях на восток от города Найлс.

## История
Поселение было названо в честь Джеймса Бьюкенена, 15-го президента Соединённых Штатов. Поселение известно как «Город Деревьев Иуды» из-за большого количества деревьев этого вида в городе, которые исторически высаживались вдоль улиц. Бьюкенен признаётся «Городом Деревьев» в США по мнению национального фонда Arbor Day.
Река Сент-Джозеф когда-то была крупным транспортным маршрутом для индейских племён в этом районе. Особенно для индейцев племени Потаватоми, за счёт чего, поселение Бьюкенен издавна служило местом остановки судов индейцев.
О свидетельстве заселения этого района впервые упоминается в 1833 году. Деревня Бьюкенен была основана в 1842 году и включена в состав района Берриен в 1858 году.
12 апреля 1979 года множество фермерских хозяйств и домов к северу от города были повреждены мощным торнадо. Жертв не было, но нескольким фермерским хозяйствам был причинён серьёзный ущерб.

## География
Согласно данным Бюро переписи населения США, город имеет общую площадь 6,66 км², из которых 6,47 км² — площадь суши и 0,18 км² — площадь водной поверхности.

## Экономика
Бьюкенен был исторически известен как штаб-квартира Klark Equipment Company — производитель осей для грузовиков, вилочных погрузчиков, фронтальных погрузчиков и другой тяжёлой техники. Компания была образована в 1916 году из-за слияния двух других компаний в Бьюкенен. Кларк покинул площадку в 1990, заставив город деградировать.
Electro-Voice — производитель высококачественного аудио оборудования, такого как микрофоны, усилители и громкоговорители, также имеет штаб-квартиру в Бьюкенен.